# Crónica najerense

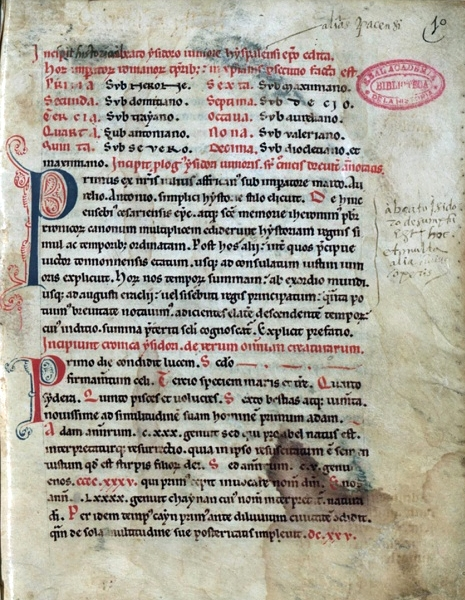
Manuscrito de la Crónica najerense. BRAH 9-4922, fol. 10r

La Crónica najerense, o en latín, Chronica naiarensis o naierensis (llamada así porque fue compuesta en el monasterio benedictino de Santa María la Real de Nájera), es una crónica del último cuarto del siglo XII escrita en latín que narra una historia universal emprendida desde la Creación que continúa con la bíblica, la de la antigüedad clásica y de la Hispania visigoda hasta llegar a la historia contemporánea de los reinos de Castilla y León. 

## Manuscritos conservados
La crónica ha sido conocida hasta finales del siglo XX mediante los «manuscritos conservados en la Biblioteca de la Real Academia de la Historia con las signaturas 9-4922, antigua A-189, y 9-450, antigua G-l.» De ambos, «el manuscrito BRAH 9-4922, llamado habitualmente con la letra I, es el mâs antiguo de los dos manuscrito», parece haber sido elaborado, al menos su primera parte, hacia el siglo XIII. Mientras que «el manuscrito BRAH 9-450, llamado habitualmente S, es de finales del s. XV o principios del s. XVI».
En 2001 el investigador Estévez Sola apuntaba «un nuevo manuscrito de dicha obra» que estaba «depositado en la Biblioteca Capitular y Colombina de Sevilla» cuya signatura última era 59-4-25 y ocupando los folios 2r-76v bajo un epígrafe equívoco titula Beati Isidori Chronicon. A esta copia este investigador decidió asignarle la letra C. Y por su contenido, y sus lagunas, parece relacionado con BRAH 9-450, con S.

## Relevancia histórica
Constituyó el modelo para la historiografía hispano-latina posterior (De rebus Hispaniae, de Rodrigo Jiménez de Rada y Chronicon mundi, de Lucas de Tuy) y para la obra histórica alfonsí, e incluyó abundantes materiales obtenidos de los cantares de gesta. Influyó asimismo en la primera crónica de España redactada en una lengua vernácula, el Liber regum o Libro de las generaciones y linajes de los reyes, escrita en navarroaragonés. Aunque se ha postulado la influencia de la Crónica najerense en el Carmen Campidoctoris, no se ha podido demostrar este influjo.

## Contenido y estructura
Se trata de una compilación realizada a partir del agregado de fragmentos de obras anteriores, como la obra histórica de San Isidoro o el Corpus Pelagianum, obra supervisada por el obispo de Oviedo don Pelayo (m. 1143 o 1153).
En base al manuscrito BRAH 9-4922, se distinguen dos partes. La primera se estructura en:
1. La Crônica Najerense (ff. l-64r).
2. La Historia de Wamba escrita por San Juliân: Liber de historia Gallie que temporibus diue memorie principis Bombe a domino Iuliano Toletane sedis episcopo édita est (ff. 64r-75r). Esta parte fue editada por W. Levison.[12]
3. Los Gesta Roderici Campidodi (ff. 75r-96r).[13]
4. Las Genealogia regum Navarre, comitum Pallarensium, Tolosae, Guasconae (ff. 96r-98r). Esta parte fue editada por José María Lacarra en su obra «Textos navarros del Códice de Roda»[14]

La segunda parte, los folios 99r-136v, está formado por un cuaderno añadido en el siglo XV conteniendo el De preconiis ciuitatis Numantinae de Juan Gil de Zamora. Este cuaderno tiene un formato algo menor que los anteriores.

## Datación
Aunque la obra venía siendo fechada hacia 1160, la edición de Estévez Sola de 1995 retrasa su fecha de composición hasta 1173 como terminus post quem, año en que Pedro Coméstor debió concluir su Historia Scholastica, otra de las fuentes de la Crónica najerense. Montaner la data hacia 1185, y en todo caso entre 1173 y 1194, pues sirvió de fuente al Linaje de Rodrigo Díaz, que no pudo ser redactado antes de 1194. La obra, pues, es estrictamente contemporánea a la Historia Roderici, si bien esta última debió ser anterior, pues influyó en la Crónica najerense.

## Denominaciones
Cuando entre 1909-1921 el historiador francés Georges Cirot se hacía eco, por primera vez de esta crónica, la llamó inicialmente Crónica leonesa (Chronique léonaise). En su denominación pesaba su certeza inicial de que el autor del texto era de León. En 1921, Manuel Gómez Moreno cuestiona tal denominación y propone Crónica miscelánea. Pero apenas dos años después, en 1923, Ramón Menéndez Pidal ya la llamó Crónica najerense, nombre que ha prevalecido y perdurado hasta hoy.

## Ediciones
- Antonio Ubieto Arteta (ed.), Crónica najerense, Zaragoza, Anubar, 1985. ISBN 978-84-7013-201-8
- Juan A. Estévez Sola (ed.), Chronica Hispana saeculi XII, Pars II: Chronica Naierensis, Turnhout, Brepols, 1995 (Corpus Christianorum, Continuatio Medievalis, LXXI A). ISBN  978-2-503-03714-1 OCLC 34139183
- — Crónica najerense (trad. al castellano), Tres Cantos (Madrid), Akal, 2003 (Clásicos Latinos Medievales y Renacentistas, 12). ISBN 978-84-460-1668-7